# 阿史那斛瑟罗
阿史那斛瑟罗（?—?），唐朝突厥族将领，西突厥继往绝可汗，阿史那步真之子。
斛瑟罗原为步利设。685年，武则天为了加强对西域的控制，册封为濛池都护、继往绝可汗兼右卫大将军，统辖弩失毕五部。686年，任右玉钤卫将军。690年，由于后突厥和吐蕃的攻击，阿史那斛瑟罗率所部六万余众投靠内地，拜右屯卫大将军（一说左卫大将军），改号竭忠事主可汗，仍任濛池都护。700年腊月，武则天再次任命司礼卿兼濛池州都护、竭忠事主可汗阿史那斛瑟罗为左屯卫将军，担任平西军大总管，征伐西突厥弩失毕五俟斤之阿悉结薄露，获胜，受命镇守碎叶。不过，因对属下用刑严酷，诸部不服。突骑施首领乌质勒兴起，703年，斛瑟罗入朝后，不敢再回到西域。碎叶失守，乌质勒于是全部吞并了斛瑟罗原有的领地。